# 刑事の現場
『刑事の現場』（けいじのげんば）シリーズは、NHK総合テレビジョン『土曜ドラマ』で放送されていた日本のテレビドラマ。報道取材が原案、番組宣伝にはナレーションが一切無いなど、異色の仕上がりとなった。NHK名古屋放送局制作。
第1シリーズは、2008年3月、4回にわたって放送され、翌年1月に再放送。主演は寺尾聰。第2シリーズは、『リミット -刑事の現場2-』（どようドラマ・リミット -けいじのげんば に-）と題し、2009年7月11日から8月8日まで、5回にわたって放送された。第2シリーズの主演は、森山未來が主演
また、BSハイビジョンでは先行放送された。

## 概要
このドラマは、NHK名古屋放送局が報道取材を基にして制作した。
2005年以降、いわゆる「第1団塊世代（1945－50年生まれ）」の警察官が大量に退職することで、若手警察官主体となり、「警察力」が著しく低下することが全国で問題となっている。
このため、各地で定年退職前のベテラン警察官が若手を指導する特別な取り組みが行われている。このドラマについても、そうした取り組みの取材が脚本のベースとなっており、当該取材対象となった引退警察官が実際に監修にあたった。
2009年の再放送では、初回、『フルスイング』に倣って、本編に先立ち、ドラマ制作の背景として監修者の昔と今を映したミニドキュメンタリーが放送された。最終回では、ドラマ本編の後、刑事現場のドキュメンタリーが放送され、ナレーションはドラマで大島巡査を演じた苅谷俊介が担当した。当該放送の視聴率は9.5％を記録し、本放送の視聴率(7.8％)を1.7％も上回った。
第2作は、フィクション性を高めたものの、根本部分は引き続き実話をもとにした。主人公が名古屋中央署に異動したという設定で、実際に名古屋の繁華街・栄でもロケが行われた。また、人情ドラマとしての要素を持っていた第1作と異なり、第2作は人間の心の暗部の描写に、物語の重点を置いている。

## 放送時間
- 総合テレビ 21:00 - 21:58（JST）
- BSハイビジョン 18:00 - 18:58（JST）

総合テレビのみ、初回は15分繰り下げて放送。また第1シリーズの2008年3月8日と2009年1月3日は放送を休止。

## 出演

### 刑事の現場
- 伊勢崎 彰一 - 寺尾聰

叩き上げの刑事課捜査一係係長
- 加藤 啓吾 - 森山未來

東和警察署に赴任した新人刑事
- 野下 浩美 - 石倉三郎[3]

刑事課捜査二係係長
- 瀬戸山 瑞穂 - 池脇千鶴

刑事課捜査二係刑事
- 古川 良介 - 忍成修吾

啓吾と同期の刑事
- 岸田 渉 - 浜田学

刑事課捜査一係主任
- 木島 昭太 - 三浦アキフミ

刑事課鑑識係
- 矢代 千夏 - 中山恵

女性警官
- 真山 - 櫻木健一

愛知県警本部の刑事
- 諸岡 - 小原雅人

愛知県警本部の刑事
- 安原 ‐ 佐久間哲

刑事
- 清水 ‐ あべかつのり

刑事
- 加藤 誠 - 樋口浩二

啓吾の父
- 加藤 節子 - 御園生尊子

啓吾の母
- 大島 - 苅谷俊介

駐在所のベテラン巡査
- 守本 真二 - 宇崎竜童[4]

刑事課鑑識係主任
- 桐島 奈津子 - 真野響子

東和警察署・副署長

### リミット-刑事の現場2-
- 加藤 啓吾 - 森山未來

巡査部長の昇任試験に合格し名古屋中央署へ転属
- 梅木 拳 - 武田鉄矢

定年を控えた警部補。中央署の一匹狼
- 青井 茉莉亜 - 加藤あい

啓吾の婚約者
- 東野 恵一 - 杉本哲太

刑事課長。警視
- 伊坂 聡 - 細田よしひこ

警部補。キャリアのエリート
- 筒井 薫 - 若村麻由美

庶務係。警部補
- 太宰 満 - 伊武雅刀

課長代理。警部

## スタッフ

### 刑事の現場
- 作：尾西兼一(1～2、4話)、三上幸四郎(3話)
- 演出：柳川強(1～2、4話)、土井祥平(3話)
- 警察考証：都竹則一[注 2]
- 鑑識考証：田島幸和[注 3]

### リミット-刑事の現場2
- 作：遊川和彦[注 4]
- 演出：渡辺一貴(1～2、5話)、松浦善之助(3～4話)
- 警察考証：都竹則一
- 鑑識考証：田島幸和

## サブタイトル
| 刑事の現場                                                | 刑事の現場    | 刑事の現場     | 刑事の現場 | 刑事の現場 | 刑事の現場 |
| 各話                                                      | 放送日        | サブタイトル   | ゲスト | 視聴率     |            |
| --------------------------------------------------------- | ------------- | -------------- | --- | ---------- | ---------- |
| 第1回                                                     | 2008年3月1日  | 苦い逮捕       | 田中哲司（越智陽介）、松尾れい子（柏原聡子）、笑福亭松之助（島田老人）、内海桂子（田中智美） 三田村周三（田所社長）、蛭子能収、高良健吾（スギハラヒロキ） | 10.8%      |            |
| 第2回                                                     | 2008年3月15日 | 48時間の壁     | 原田芳雄（鵜飼公平）、尾高杏奈（谷川直子）、三田和代（立花ノブ）、小松和重（岡島）                                                                        | 12.6%      |            |
| 第3回                                                     | 2008年3月22日 | 運び屋を追え   | 村田雄浩（中沢繁治）、葉月里緒奈（曽根真理子）、飯田基祐（曽根芳行）、武井証（曽根仁志） 蜷川みほ（田村和子）、森田直幸（中沢弘道）、中田裕子（中沢綾子） | 10.9%      |            |
| 最終回                                                    | 2008年3月29日 | バスジャック   | 北村有起哉（竹内充）、星野真里（竹内日出子）、菅田俊（広瀬徹）、伊藤正之（山岡修）                                                                        | 7.8%       |            |
| 平均視聴率10.5%（視聴率は関東地区・ビデオリサーチ社調べ） |               |                | |            |            |
| リミット-刑事の現場2-                                     |               |                | |            |            |
| 各話                                                      | 放送日        | サブタイトル   | ゲスト | 視聴率     |            |
| 第1回                                                     | 2009年7月11日 | その男は、悪魔 | 斎藤洋介、笠原秀幸、堀部圭亮、本田博太郎 | 8.4%       |            |
| 第2回                                                     | 2009年7月18日 | 偽善者         | 森本レオ、榊英雄 | 5.1%       |            |
| 第3回                                                     | 2009年7月25日 | ダークサイド   | 甲本雅裕、黒川芽以 | 6.1%       |            |
| 第4回                                                     | 2009年8月1日  | もう一人の悪魔 | ARATA、純名りさ、伊佐山ひろ子、堀部圭亮 | 4.7%       |            |
| 最終回                                                    | 2009年8月8日  | 最後の審判     | ARATA、モロ師岡、河原崎建三、堀部圭亮 | 7.3%       |            |
| 平均視聴率6.3%（視聴率は関東地区・ビデオリサーチ社調べ）  |               |                | |            |            |

## 主題歌
- 音楽担当：coba

刑事の現場
大橋卓弥『ありがとう』
リミット-刑事の現場2-
斉藤和義『愛の灯』